# ادوارد خاچیکیان (اخترفیزیکدان)
ادوارد یِرِمی خاچیکیان (ارمنی: Էդուարդ Երեմի Խաչիկյան؛ زادهٔ ۱۶ دسامبر ۱۹۲۸ - درگذشته ۴ فوریهٔ ۲۰۱۸) یک اخترفیزیکدان، مدرس و آکادمیسین اهل ارمنستان بود. بین سال‌های ۱۹۸۰ تا ۱۹۸۵ میلادی وی رئیس دانشکده فیزیک دانشگاه دولتی ایروان بود.

## زندگی‌نامه
در ۱۶ دسامبر ۱۹۲۸ در ایروان به دنیا آمد و از دانشگاه دولتی ایروان (۱۹۵۱) و دانشگاه دولتی سن پترزبورگ (۱۹۵۵) فارغ‌التحصیل شد. وی برادر اسپارتاک خاچیکیان بود. وی عضو فرهنگستان ملی علوم ارمنستان، اتحادیه بین‌المللی اخترشناسی و انجمن اروپایی اخترشناسی بود. وی همچنین برنده نشان برجسته افتخار شده است. وی در ۴ فوریهٔ ۲۰۱۸ در سن ۸۹ سالگی در ایروان درگذشت.

## یادداشت
1. ↑  ֆիզիկամաթեմատիկական գիտությունների դոկտոր
2. ↑  ՀՀ ԳԱԱ Վ. Հ. Համբարձումյանի անվան Բյուրականի աստղադիտարան
3. ↑  Եվրոպական աստղագիտական ընկերություն

## نگارخانه

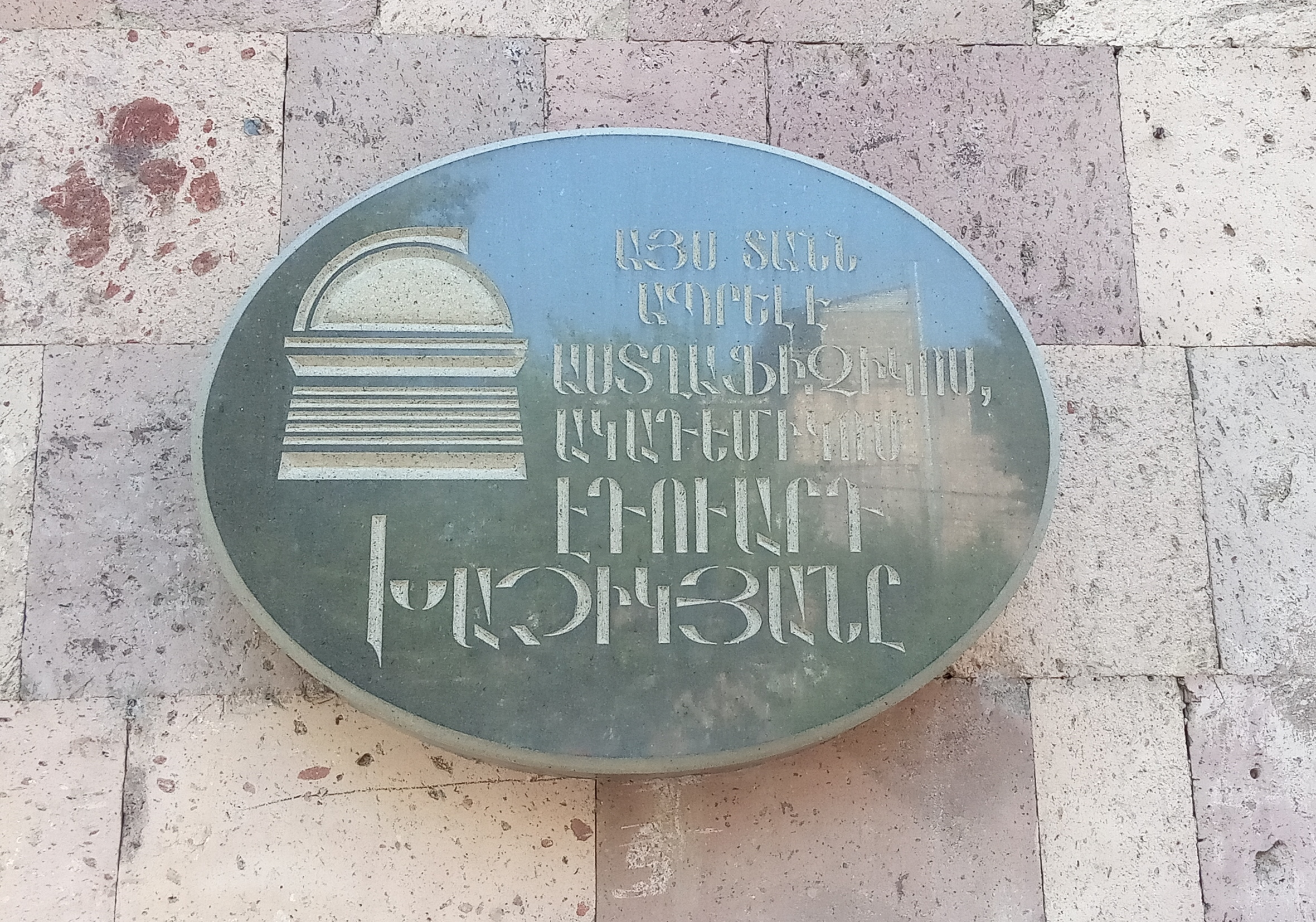
پلاک یادبود